# Gratiot County
Gratiot County je okres ve středu státu Michigan v USA. K roku 2000 zde žilo 42 285 obyvatel. Správním městem okresu je Ithaca. Celková rozloha okresu činí 1 480 km².

## Sousední okresy
| Růžice kompasu | Isabella County |                | Midland County    | Růžice kompasu |
| Růžice kompasu | Montcalm County | Sever          | Saginaw County    | Růžice kompasu |
| Růžice kompasu | Montcalm County | Gratiot County | Saginaw County    | Růžice kompasu |
| Růžice kompasu | Montcalm County | Jih            | Saginaw County    | Růžice kompasu |
| Růžice kompasu | Ionia County    | Clinton County | Shiawassee County | Růžice kompasu |